# Aprostocetus florida
Aprostocetus florida är en stekelart som först beskrevs av Girault 1917.  Aprostocetus florida ingår i släktet Aprostocetus och familjen finglanssteklar. Inga underarter finns listade i Catalogue of Life.